# Sixtijnse stadsuitbreiding van Rome

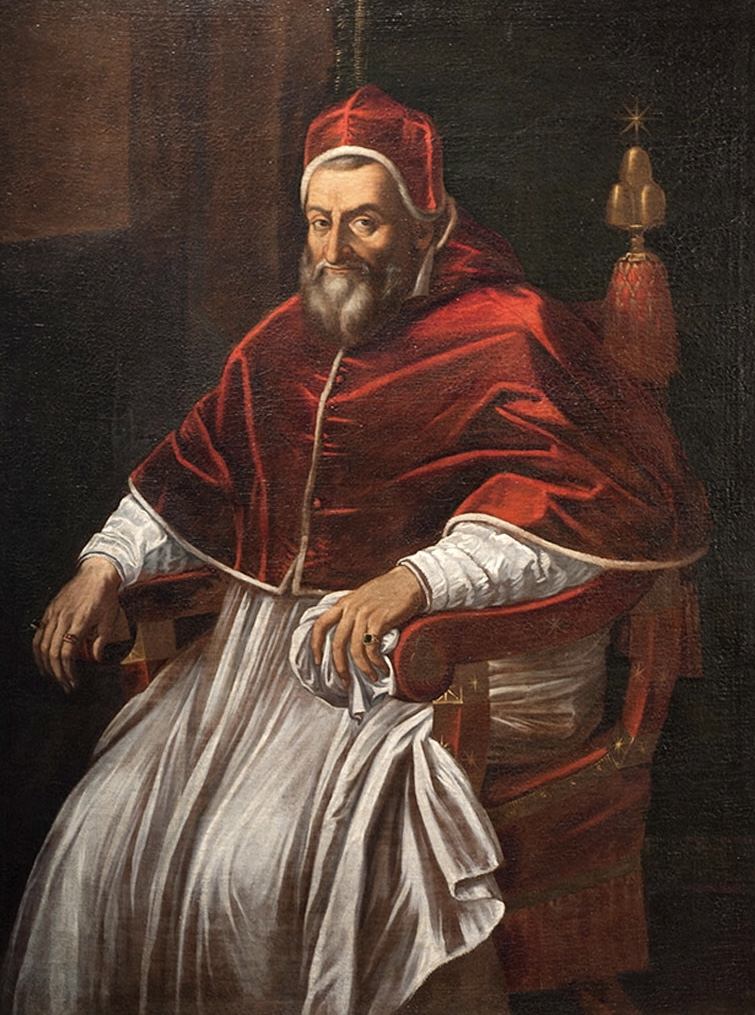
Paus Sixtus V

Dit artikel bespreekt de Sixtijnse stadsuitbreiding van Rome, die ingezet werd door paus Sixtus V. Deze had tot doel de ontvolkte delen van Rome opnieuw te bevolken. Sixtus maakte hierbij uitvoerig gebruik van een assensysteem dat de zeven hoofdkerken moest verbinden.

## Totstandkoming van het plan
Toen Felice Peretti di Montalto paus werd, was Rome slechts een schim van het grootse antieke Rome. Slechts één derde van de oppervlakte binnen de Aureliaanse stadswallen was bewoond, de aquaducten die vroeger de watertoevoer naar de heuvels verzorgden waren verloederd en de middeleeuwse bebouwingsstructuur en de heuvels zorgden bemoeilijkten het voetverkeer, vooral voor pelgrims die op zo’n kort mogelijke tijd de zeven hoofdkerken wilden zien. Sixtus V had zich voor zijn ambtstermijn als paus al over deze problemen gebogen. Als kardinaal woonde hij in een paleis bij de Santa Maria Maggiore, een van de zeven bedevaartsplekken van Rome en gelegen in het centrum. Hier zag hij hoe Rome niet kon voldoen aan de eisen die het statuut van spirituele hoofdstad en zetel van het pausdom de stad oplegde.
Vanuit deze gedachte begon Sixtus V bij zijn aanstelling dan ook met een grondige hervorming van het stedelijke ontwerp van Rome. De hoofdgedachte bij dit plan bestond erin de zeven hoofdkerken van Rome te verbinden door middel van assen. Dit deed hij omwille van drie redenen. Enerzijds wilde hij zo de verkeersstromen van de pelgrims in goede banen leiden door een rationeel systeem en een hiërarchische route aan te leggen die de pelgrims eenvoudig van de ene naar de andere kerk zouden leiden. Anderzijds wilde hij op deze manier een territoriale claim leggen op een groot stuk van Rome. Tot slot wilde hij er ook voor zorgen dat de lege stadsdelen herbevolkt werden. Dit plan was sterk beïnvloed door de Contrareformatie die tot doel had, dat het Rooms-katholicisme terug de overheersende godsdienst werd, in een tijd die gekenmerkt wordt door de verbrokkeling van het christendom.
Hoewel Sixtus’ plan niet volledig ten uitvoer werd gebracht tijdens zijn pontificaat, werden de grote lijnen uitgezet en zouden deze elementen en het plan op zich de verdere stadsplanning van Rome nog eeuwenlang bepalen. Het beeld dat Rome nu kenmerkt is voor een groot stuk terug te voeren op Sixtus’ stadsuitbreiding. Het wordt beschouwd als een van de effectiefste uitbreidingsplannen van Rome en als het begin van de moderne stadsplanning. Het plan getuigt van een grote barokke tendens met als kenmerk de christelijke grondslag die aan de basis van het plan ligt.
Sixtus V werd in zijn ambitieuze plannen bijgestaan door Domenico Fontana (1543-1607). Deze Zwitserse architect bouwde al voor Sixtus toen deze nog kardinaal was. Alle interventies zijn dan ook van de hand van Fontana.

## De Interventies

### Acqua Felice

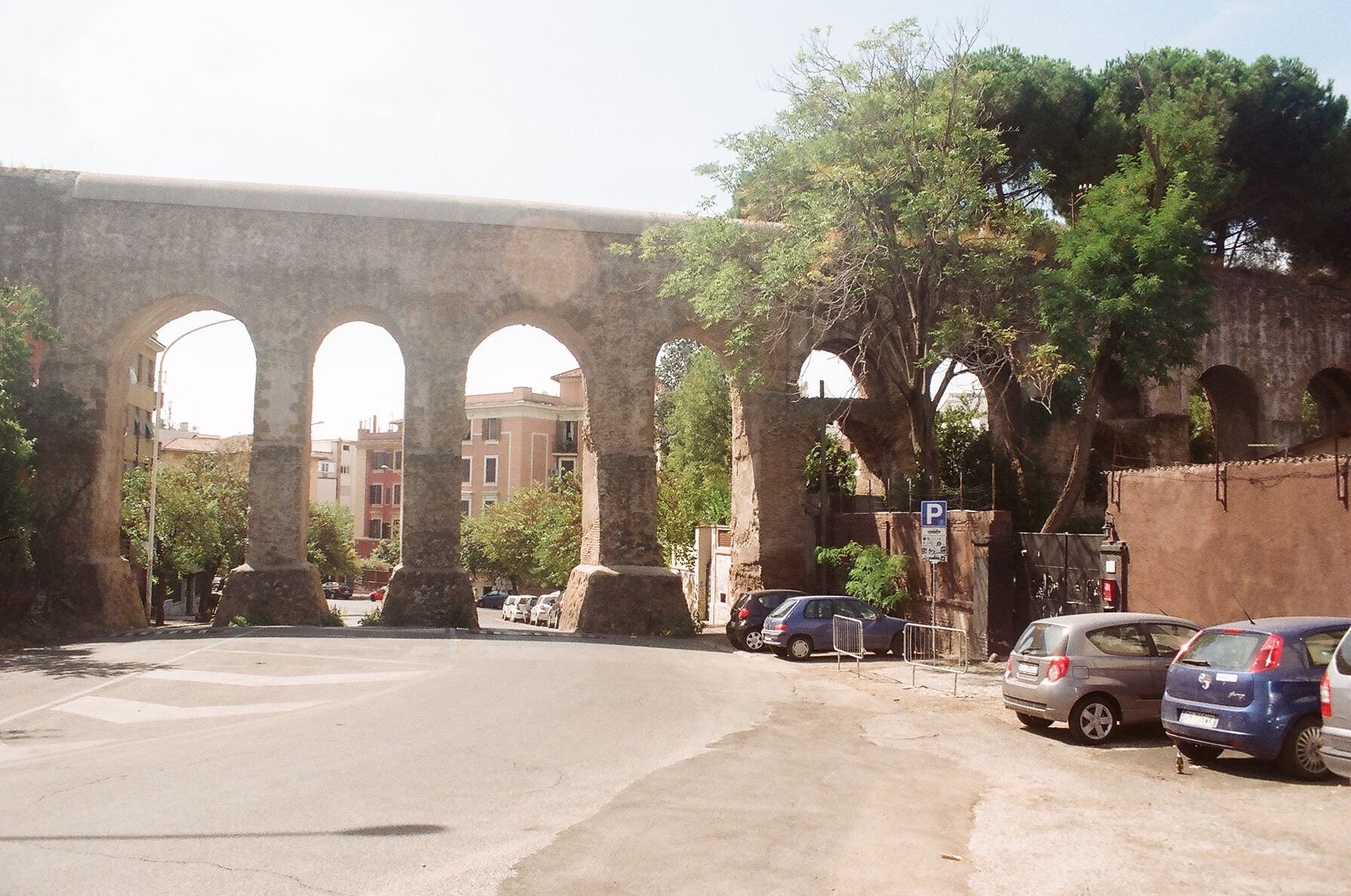
Aqua Felice

Een van de eerste daden van Sixtus bij zijn aanstelling was de reconstructie van de Aqua Alessandrina, Aqua Claudia en Aqua Marcia. Hierdoor voorzag hij alle heuvels van water, waardoor deze opnieuw bewoond en bewerkt kon worden. Dit bood Sixtus de unieke kans zijn stadsuitbreiding binnen de volledige omwalling te realiseren (onafhankelijk van natuurlijke watertoevoer), daar waar zijn voorgangers steeds beperkt bleven tot het gebied tussen Borgo en het Vaticaan. De mensen gingen vanaf de Middeleeuwen tot op dat moment wonen in het gebied aan de Tiber omwille van het watertekort. Het aquaduct werd door het volk dan ook onthaald als pauselijke triomf. Sixtus maakte van Aqua Alessandrina een ware propagandamachine. Hij plaatste een muurfontein aan het einde van het aquaduct op de Piazza Santa Susanna, de Fontana dell'Acqua Felice, waarin hij zichzelf en de Kerk verheerlijkte door verwijzingen naar Mozes die water uit de berg liet stromen en andere legendarische taferelen die Sixtus een goddelijk statuut moesten geven. Ook doopte hij het aquaduct Acqua Felice, naar zichzelf. Bij dit werk werd Domenico Fontana bijgestaan door zijn neef Giovanni Fontana.

### Het assensysteem
De essentie van Sixtus’ plan was de verbinding van de zeven hoofdkerken van Rome. Sixtus verving wel de te ver weg gelegen San Sebastiano door de Santa Maria del Popolo, aan de noordingang van de stad. De andere kerken waren: de Santa Maria Maggiore, de San Giovanni in Lateranen, de Santa Croce in Gerusalemme, de San Paolo fuori le Mura, de San Lorenzo fuori le Mura en natuurlijk de Sint-Pietersbasiliek.
Vanaf de Santa Maria del Popolo vertrok de Via Leonina (naar de Tiber), de Via del Corso, Strada del Babuino en de Strada Felice (via Santa Maria Maggiore naar de Santa Croce in Gerusalemme). Het stuk van Santa Maria del Popolo tot de Santa Maria Maggiore werd echter niet uitgevoerd door Sixtus V door een probleem met het hoogteverschil, maar dit zou later opgelost worden met de Spaanse Trappen door Francesco de Sanctis. Vervolgens vernieuwde hij de Via Pia, aangelegd door Pius IV tussen de Porta Pia en de Via Felice. Sixtus zorgde ervoor dat ze minder steil werd. Vervolgens legde hij ook nog een as tussen Santa Maria Maggiore en de Sint-Jan van Lateranen (Via Gregoriana) en tussen deze kerk en het Colosseum (Via Di San Giovanni). Hij had ook nog een as tussen de Santa Maria Maggiore en de zuil van Trajanus gepland, maar deze werd niet uitgevoerd aangezien het Forum van Trajanus op deze route lag.
Deze assen versterkte Sixtus nog door middel van architecturale interventies. Hij voerde bijvoorbeeld een volledige vernieuwing van het Lateraanse paleis uit en hij liet op de Santa Maria Maggiore een extra tweede koepel zetten om de gerichtheid van de assen nog te versterken.
Fontana werd voor dergelijke projecten zeer geschikt bevonden door de paus omwille van zijn eigenschap van imitatie en simplificatie van bewezen modellen.
Deze assen vormden dus een optisch verbindingssysteem tussen verschillende dominante elementen in de stad. Ze doorsnijden zowel de middeleeuwse stadsdelen als de leegstaande velden.

### De obelisken
Om de assen ook visueel te verbinden en ze vast te leggen in het stadsstructuur als herkenningspunt, gebruikte Sixtus obelisken en zuilen als brandpunten op het einde van een as. Het waren spirituele symbolen met hun verwijzing naar het Egyptisch mysticisme en duidelijke verticale elementen voor de dynamisch beweging richting God. Hiervoor gebruikte hij authentieke antieke zuilen en Egyptische obelisken, die werden gerestaureerd onder leiding van Fontana. Zij hebben hun huidige bestaan dus te danken aan Sixtus die ze beschermde in een tijd van spolia. De obelisken en zuilen werden echter niet enkel gerestaureerd, maar ook voorzien van een duidelijk christelijk symbool. Zo werden de zuil van Trajanus en die van Marcus Aurelius voorzien van respectievelijk een beeld van Petrus en een van Paulus. Obelisken werden vaak voorzien van een kruis of het pauselijk symbool. Hiermee weerspiegelde Sixtus de overwinning van het christendom op de heidenen en gaf hij zichzelf dezelfde machtsstatus als de Romeinse keizers die deze obelisken van Egypte naar Rome haalden.

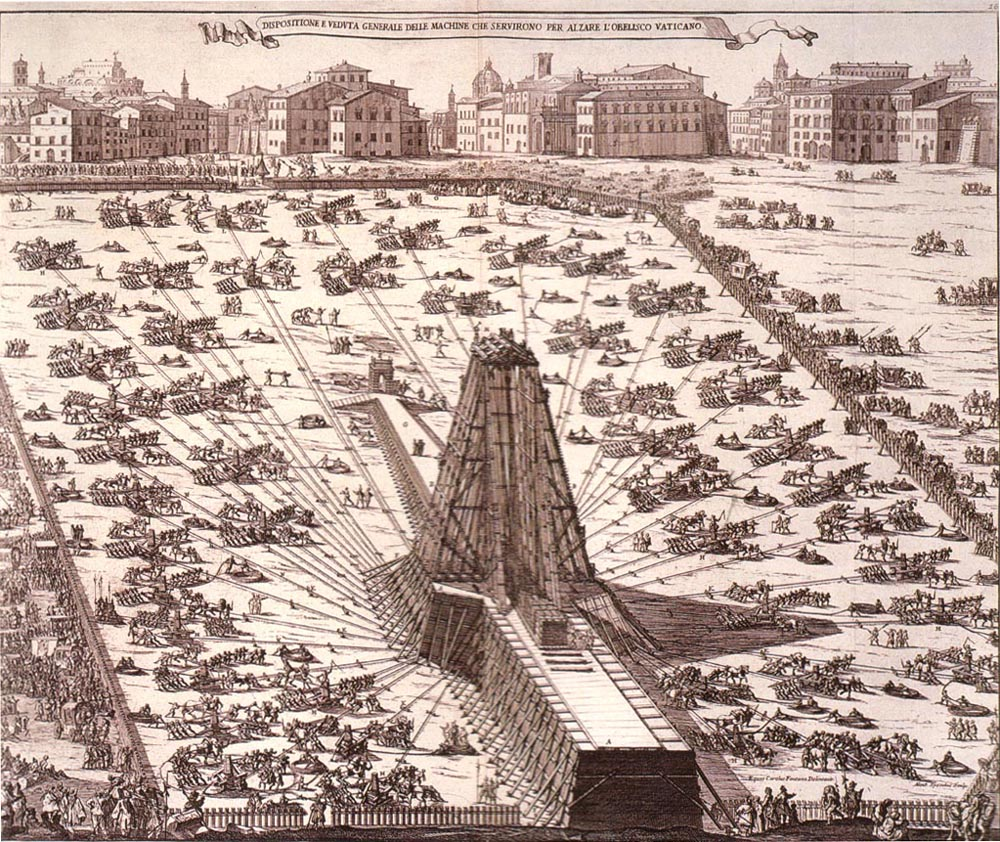
De verhuizing van de Vaticaanse Obelisk

Het verplaatsen van dergelijke obelisk was iedere keer weer een huzarenstuk. Het meest exuberante voorbeeld hiervan is de Vaticaanse Obelisk die bestemd was voor het Sint-Pietersplein, om de westzijde van het Vaticaan om te vormen van een chaotisch geheel tot een geordend plein. Volgens de legende zou hij op de plaats staan waar Petrus gestorven was. Hierdoor was de obelisk een bedevaartsoord op zich geworden wat als gevolg had dat hij niet door de spolia was vernietigd. Ook zou het de as van Julius Caesar bevatten. Het verchristelijken van de obelisk was dan ook de ultieme overwinning van het katholicisme. De verplaatsing geschiedde door 800 man en 75 paarden en ze nam ongeveer 13 maanden in beslag.
Dergelijke obelisken kwamen bij de hoofdkerken te staan. Er zijn er, behalve die voor de Sint-Pieter, drie geplaatst: namelijk bij de Santa Maria Maggiore, Sint-Jan van Lateranen en Santa Maria del Popolo. Er was er echter nog één gepland bij Santa Croce in Gerusalemme, maar die is er nooit gekomen.

### Omgang met ruïnes en erfgoed
Enerzijds is Sixtus V van groot belang geweest voor het behouden van specifieke monumenten. De obelisken en de zuilen zijn daar een goed voorbeeld van. Ook het feit dat hij de aquaducten reconstrueerde volgens de oude plannen heeft Rome geholpen dit aspect van het verleden te bewaren. Het feit dat hij het Forum van Trajanus spaarde bij zijn aanleg van de assen en het Colosseum opnam in zijn brandpunten, gaf eveneens blijk van een vriendschappelijke houding tegenover het bestaande Romeinse erfgoed. Sixtus heeft ook veel Romeinse monumenten beschermd door ze een nieuwe functie te geven. Zo heeft hij van talloze tempels kerkgebouwen en kapellen gemaakt en heeft hij andere monumenten zoals basilica’s een praktisch nut gegeven. Zo is er bijvoorbeeld een project van Sixtus bekend waarbij hij het Colosseum bestemde voor wolindustrie en daklozenopvang.
Anderzijds bracht het stadsuitbreidingsplan een systematische vernietiging van de gebieden tussen de Palatijn en de Celio met zich mee. In dit gebied is bijvoorbeeld het Septizonium vernietigd en gebruikt als bouwmateriaal voor het herstellen van de obelisken.

## Besluit
Sixtus’ waarde als paus voor de architectuurtheorie is niet te onderschatten. Zijn uitbreidingsplan wordt beschouwd als een van de eerste moderne stadsplannen. Deze planning gebeurde niet door middel van het afbakenen van zones, maar door middel van circulatieroutes, infrastructuur en monumentale elementen aan te leggen.
De kracht zit hem in het feit dat Sixtus en Fontana niet alleen inspeelden op de toen bestaande situatie in de stad, maar ook op toekomstige ontwikkelingen. Hij plande zijn stad over heel het gebied tussen de Aureliaanse muren, hetgeen voor twee derde uit leegstaande grond bestond. Het huidige Rome is een stad die zich ver buiten de wallen uitstrekt en het assensysteem, zelfs volledig rondom bebouwd, blijkt nog steeds te werken. Sixtus’ plan was dus zeer vooruitziend. Ook in latere tijden heeft men het plan in stand gehouden (zie de Spaanse Trappen).

## Bijlagen

### De Obelisken
| naam                | plaats                 | jaar | oorspronkelijke opdrachtgever  | Romeinse keizer die hem overbracht |
| ------------------- | ---------------------- | ---- | ------------------------------ | ---------------------------------- |
| Vaticaanse Obelisk  | Sint-Pietersplein      | 1586 | Farao Nencoreo III (7e E.v.C.) | Caligula (37 n.C.)                 |
| Esquilijnse Obelisk | S. Maria Maggiore      | 1585 | Psammetico II (6e E v.C.)      | Domitianus of Nerva                |
| Flaminische Obelisk | Piazza del Popolo      | 1589 | Seti I (1300 v.C.)             | Augustus                           |
| Lateraanse Obelisk  | Sint-Jan van Lateranen | 1586 | Thoetmosis III (1500 v.C.)     | Constantius II (357 n.C.)          |

### Opdrachten
- Projecten in zijn tijd als kardinaal

| naam              | plaats            | jaar | architect  |
| ----------------- | ----------------- | ---- | ---------- |
| Tombe Nicolaas IV | S. Maria Maggiore | 1574 | D. Fontana |
| eigen huis        | Piazza Pasquino   | 1577 | D. Fontana |
| Villa Montalto    | Esquilijn         | 1579 | D. Fontana |

- Projecten in zijn tijd als paus

| naam                                                 | plaats       | jaar      | architect                 |
| ---------------------------------------------------- | ------------ | --------- | ------------------------- |
| San Girolamo degli Schiavoni                         | Campo Marzio | 1590      | Martino Longhi de Oudere  |
| Sint-Pietersbasiliek                                 | Vaticaan     | 1585-1590 | G. della Porta/D. Fontana |
| Sancta Sanctorum                                     | Lateranen    | 1589      | D. Fontana                |
| Lateraans Paleis                                     | Lateranen    | 1585-1589 | D. Fontana                |
| Apostolisch Paleis                                   | Vaticaan     | 1580      | D. Fontana                |
| Oosten van Bramantes Cortile di S. Damaso            | Vaticaan     | 1585      | D. Fontana                |
| Palazzo del Quirinale                                | Quirinaal    | 1585-1590 | D. Fontana                |
| Loggia voor zegeningen van de Sint-Jan van Lateranen | Lateranen    | 1586-1588 | D. Fontana                |